# Cosmarium regnellii
Cosmarium regnellii  là một loài Song tinh tảo trong họ Desmidiaceae, thuộc chi Cosmarium.